# Lanzenhain
Lanzenhain ist ein Stadtteil von Herbstein im mittelhessischen Vogelsbergkreis.

## Geologie
In der Lanzenhainer Gemarkung befinden sich zwei besonders erwähnenswerte geologische Aufschlüsse. Zum einen das Felsenmeer des Burgfriedens, ausgedehnte, mit Moos bewachsene Basaltblöcke inmitten eines Buchenmischwaldes. Zum anderen die zum Naturdenkmal vorgeschlagene Klippe des Diebsteins nördlich des Dorfes. Beide Geotope liegen am zertifizierten Rundwanderweg Felsentour Herbstein. Der Diebstein, eine 577 m hohe Felsklippe aus Alkalibasalt, war früher die Stelle, an denen Diebe der Gerichtsbarkeit der Riedesel übergeben wurden.

## Geschichte

### Mittelalter
Die älteste urkundliche Erwähnung von Lanzenhain stammt aus dem Jahre 1351:  „czu Lanczinhain achtehalb phund heller gulde“. Dabei handelt es sich um einen Verkauf des Ritters Ludwig von Romrod und seiner Ganerben an den Herrn Johann zu Eisenbach. Der erwarb sieben Güter und eine Mühle zu oben genanntem Preis u. v. m. in Lanzenhain und anderen Orten.
1486 heißt es: „Lantzenheyn, Lantzenhein.“ Das Grundwort bezieht sich auf den Rufnamen „Lanzo“. Eine Wüstung gleichen Namens gibt es nordöstlich von Crainfeld. Beide Orte gehörten in den Besitz der Riedesel.

### Neuzeit
Lanzenhain gehörte im 17. und 18. Jahrhundert zum Gericht Engelrod und den Orten Engelrod, Hopfmannsfeld, Eichenrod, Eichelhain, Hörgenau, Dirlammen, Rebgeshain, Blitzenrod und Frischborn. Hier kam es zu bäuerlichen Aufständen, besonders im 18. Jahrhundert gegen die Freiherren von Riedesel.
Die Statistisch-topographisch-historische Beschreibung des Großherzogthums Hessen berichtet 1830 über Lanzenhain:

„Lanzenheim (L. Bez. Lauterbach) evangel. Filialdorf; liegt im Vogelsberg 3 St. von Lauterbach, und gehört dem Freiherrn von Riedesel, hat 71 Häuser, 492 Einwohner, die außer 4 Katholiken evangelisch sind. Man findet 1 Kirche und 3 Mahlmühlen, mit denen 1 Oelmühle verbunden ist. Früher befanden sich hier 5 Eisenhämmer und 1 Eisenschmelze. Den 28. Juni 1829 wurde die Gemarkung durch einen Hagelschlag größtentheils zerstört.“

Im Zuge der Gebietsreform in Hessen wurde die ehemals selbstständige Gemeinde Lanzenhain am 31. Dezember 1971 in die Stadt Herbstein eingegliedert.

### Territorialgeschichte und Verwaltung
Die folgende Liste zeigt im Überblick die Territorien, in denen Lanzenhain lag, bzw. die Verwaltungseinheiten, denen es unterstand:
- vor 1567: Heiliges Römisches Reich, Landgrafschaft Hessen, Gericht Engelrod der Freiherren Riedesel zu Eisenbach
- ab 1567: Heiliges Römisches Reich, Gericht Engelrod[13]
- 1604–1648: Heiliges Römisches Reich, strittig zwischen Landgrafschaft Hessen-Darmstadt und Landgrafschaft Hessen-Kassel (Hessenkrieg)
- ab 1623: Heiliges Römisches Reich, Landgrafschaft Hessen-Darmstadt, Gericht Engelrod (Freiherren Riedesel zu Eisenbach)[14]
- 1787: Heiliges Römisches Reich, Landgrafschaft Hessen-Darmstadt, Oberfürstentum Hessen, Amt Ulrichstein, Gericht Engelrod
- ab 1806: Rheinbund, Großherzogtum Hessen, Oberfürstentum Hessen, Amt Ulrichstein, Gericht Engelrod[15][16]
- ab 1815: Deutscher Bund, Großherzogtum Hessen, Provinz Oberhessen, Amt Engelrod der Freiherren Riedesel zu Eisenbach[17]
- ab 1821: Deutscher Bund, Großherzogtum Hessen, Provinz Oberhessen, Landratsbezirk Herbstein (Trennung zwischen Justiz (Landgericht Lauterbach; Patrimonialgerichtsbarkeit der Freiherren Riedesel zu Eisenbach) und Verwaltung)[18]
- ab 1825: Deutscher Bund, Großherzogtum Hessen, Provinz Oberhessen, Landratsbezirk Lauterbach
- ab 1848: Deutscher Bund, Großherzogtum Hessen, Regierungsbezirk Alsfeld
- ab 1852: Deutscher Bund, Großherzogtum Hessen, Provinz Oberhessen, Kreis Lauterbach
- ab 1866: Norddeutscher Bund, Großherzogtum Hessen, Provinz Oberhessen, Kreis Lauterbach
- ab 1871: Deutsches Reich, Großherzogtum Hessen, Provinz Oberhessen, Kreis Lauterbach
- ab 1918: Deutsches Reich, Volksstaat Hessen, Provinz Oberhessen, Kreis Lauterbach
- ab 1945: Amerikanische Besatzungszone, Groß-Hessen, Regierungsbezirk Darmstadt, Kreis Lauterbach
- ab 1949: Bundesrepublik Deutschland, Land Hessen (seit 1946), Regierungsbezirk Darmstadt, Kreis Lauterbach
- am 31. Dezember 1971 wurde Lanzenhain als Stadtteil der neu gebildeten Stadtgemeinde Herbstein eingegliedert.
- ab 1972: Bundesrepublik Deutschland, Land Hessen, Regierungsbezirk Darmstadt, Vogelsbergkreis
- ab 1981: Bundesrepublik Deutschland, Land Hessen, Regierungsbezirk Gießen, Vogelsbergkreis

### Gerichte seit 1803
In der Landgrafschaft Hessen-Darmstadt wurde mit Ausführungsverordnung vom 9. Dezember 1803 das Gerichtswesen neu organisiert. Für die Provinz Oberhessen wurde das Hofgericht Gießen als Gericht der zweiten Instanz eingerichtet. Die Rechtsprechung der ersten Instanz wurde durch die Ämter bzw. Standesherren vorgenommen und somit war für Lanzenhain das „Riedeselschen Patrimonialgericht Engelrod“ zuständig.
Das Hofgericht war für normale bürgerliche Streitsachen Gericht der zweiten Instanz, für standesherrliche Familienrechtssachen und Kriminalfälle die erste Instanz. Übergeordnet war das Oberappellationsgericht Darmstadt.
Mit der Gründung des Großherzogtums Hessen 1806 wurde diese Funktion beibehalten, während die Aufgaben der ersten Instanz 1821 im Rahmen der Trennung von Rechtsprechung und Verwaltung auf die neu geschaffenen Landgerichte übergingen. „Landgericht Lauterbach“ war daher von 1821 bis 1854 die Bezeichnung für das erstinstanzliche Gericht in Lauterbach, das für Lanzenhain zuständig war. Im Jahr 1854 wurde Lanzenhain dem Landgericht Herbstein zugeteilt.
Anlässlich der Einführung des Gerichtsverfassungsgesetzes mit Wirkung vom 1. Oktober 1879, infolge derer die bisherigen großherzoglich hessischen Landgerichte durch Amtsgerichte an gleicher Stelle ersetzt wurden, während die neu geschaffenen Landgerichte nun als Obergerichte fungierten, kam es zur Umbenennung in Amtsgericht Herbstein und Zuteilung zum Bezirk des Landgerichts Gießen. Ab 1943 wurde das Amtsgericht Herbstein nur noch als Zweigstelle des Amtsgerichts Lauterbach betrieben, bevor es 1968 endgültig aufgelöst wurde und dem Amtsgerichtsbereich von Lauterbach zugeschlagen wurde.
Am 1. Januar 2005 wurde das Amtsgericht Lauterbach als Vollgericht aufgehoben und zur Zweigstelle des Amtsgerichts Alsfeld. Zum 1. Januar 2012 wurde auch diese Zweigstelle geschlossen.
In der Bundesrepublik Deutschland sind die übergeordneten Instanzen das Landgericht Gießen, das Oberlandesgericht Frankfurt am Main sowie der Bundesgerichtshof als letzte Instanz.

### Einwohnerentwicklung
Die Zahl der Haushalte stagnierte fast während des gesamten 18. Jahrhunderts. 1705 wurden in Lanzenhain 62 Haushalte gezählt. 1753 waren es 60 und 1789 gab es 63 Haushalte im Ort.
| • 1800: | 381 Einwohner                      |
| • 1806: | 359 Einwohner, 63 Häuser           |
| • 1829: | 492 Einwohner, 71 Häuser           |
| • 1867: | 492 Einwohner, 72 bewohnte Gebäude |
| • 1875: | 485 Einwohner, 74 bewohnte Gebäude |

| Lanzenhain: Einwohnerzahlen von 1800 bis 2018 | Lanzenhain: Einwohnerzahlen von 1800 bis 2018 | Lanzenhain: Einwohnerzahlen von 1800 bis 2018 | Lanzenhain: Einwohnerzahlen von 1800 bis 2018 | Lanzenhain: Einwohnerzahlen von 1800 bis 2018 |
| --- | --------------------------------------------- | --------------------------------------------- | --------------------------------------------- | --------------------------------------------- |
| Jahr |                                               |                                               |                                               | Einwohner                                     |
| 1800 | 1800                                          |                                               | 381                                           | 381                                           |
| 1806 | 1806                                          |                                               | 359                                           | 359                                           |
| 1834 | 1834                                          |                                               | 516                                           | 516                                           |
| 1840 | 1840                                          |                                               | 526                                           | 526                                           |
| 1846 | 1846                                          |                                               | 532                                           | 532                                           |
| 1852 | 1852                                          |                                               | 472                                           | 472                                           |
| 1858 | 1858                                          |                                               | 512                                           | 512                                           |
| 1864 | 1864                                          |                                               | 491                                           | 491                                           |
| 1871 | 1871                                          |                                               | 496                                           | 496                                           |
| 1875 | 1875                                          |                                               | 485                                           | 485                                           |
| 1885 | 1885                                          |                                               | 489                                           | 489                                           |
| 1895 | 1895                                          |                                               | 476                                           | 476                                           |
| 1905 | 1905                                          |                                               | 496                                           | 496                                           |
| 1910 | 1910                                          |                                               | 484                                           | 484                                           |
| 1925 | 1925                                          |                                               | 507                                           | 507                                           |
| 1939 | 1939                                          |                                               | 508                                           | 508                                           |
| 1946 | 1946                                          |                                               | 650                                           | 650                                           |
| 1950 | 1950                                          |                                               | 638                                           | 638                                           |
| 1956 | 1956                                          |                                               | 589                                           | 589                                           |
| 1961 | 1961                                          |                                               | 589                                           | 589                                           |
| 1967 | 1967                                          |                                               | 591                                           | 591                                           |
| 1970 | 1970                                          |                                               | 586                                           | 586                                           |
| 1980 | 1980                                          |                                               | ?                                             | ?                                             |
| 1990 | 1990                                          |                                               | ?                                             | ?                                             |
| 2000 | 2000                                          |                                               | ?                                             | ?                                             |
| 2011 | 2011                                          |                                               | 537                                           | 537                                           |
| 2018 | 2018                                          |                                               | 551                                           | 551                                           |
| Datenquelle: Historisches Gemeindeverzeichnis für Hessen: Die Bevölkerung der Gemeinden 1834 bis 1967. Wiesbaden: Hessisches Statistisches Landesamt, 1968. Weitere Quellen: ; Zensus 2011 |                                               |                                               |                                               |                                               |

### Religionszugehörigkeit
| • 1829: | 488 evangelische (= 99,12 %), 4 katholische (= 0,81 %) Einwohner  |
| • 1961: | 560 evangelische (= 95,08 %), 26 katholische (= 4,41 %) Einwohner |

## Politik
Ortsvorsteher ist Rainer Brym (Stand Juni 2016).

## Sehenswürdigkeiten

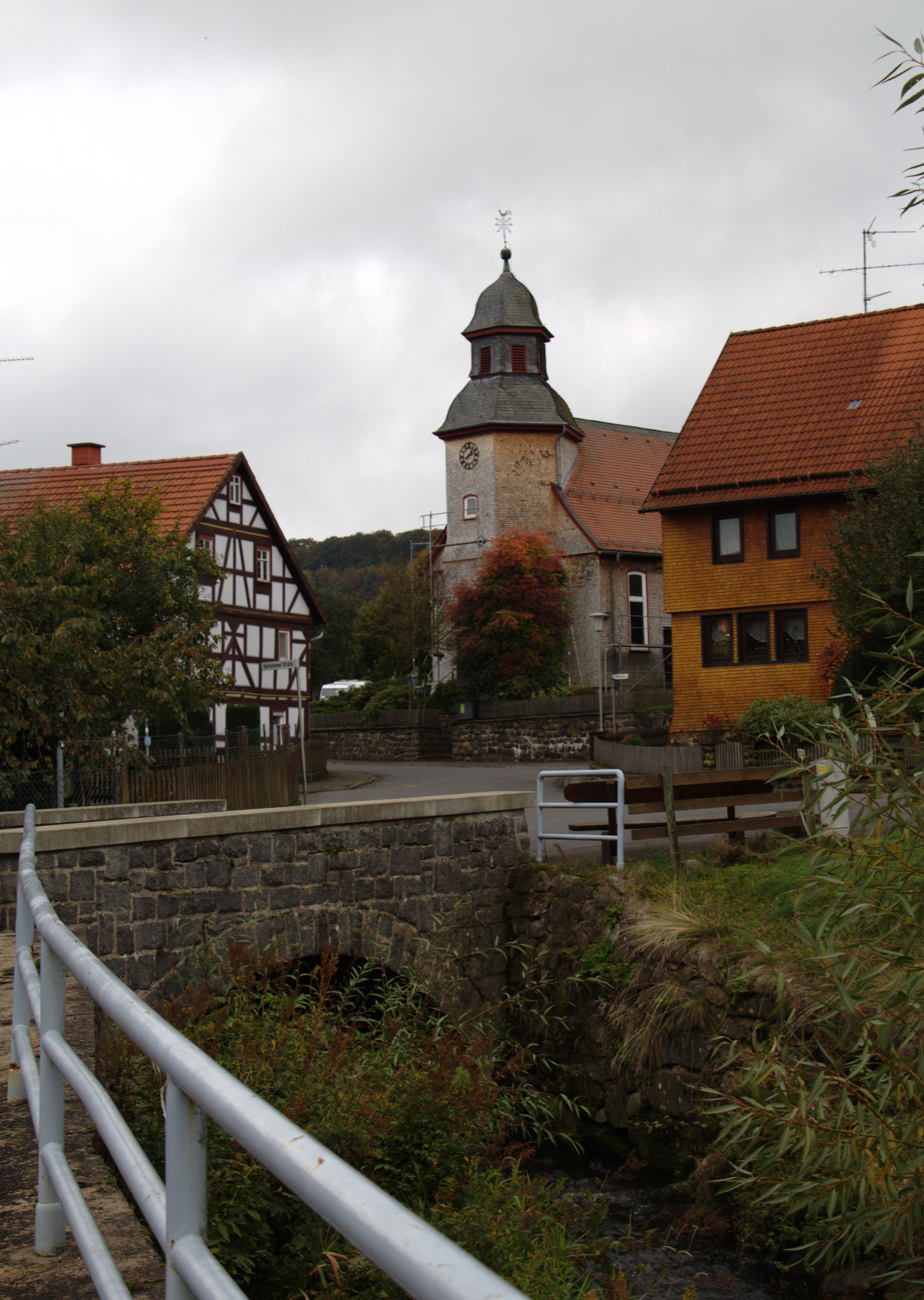
Evangelische Kirche, Brücke über den Ellersbach

Die evangelische Kirche entstand 1630 als rechteckiger Fachwerkbau. Sie ist verschindelt und erhielt im 18. Jahrhundert einen dreiseitigen Vorbau, der mit seiner geschweiften Haube das Aussehen eines Turmes hat. Renovierungsarbeiten erfolgten in den 1980er Jahren. Damals wurden doppelverglaste Fenster eingesetzt, das Dach neu gedeckt und eine umfangreiche Neugestaltung des Innenraums vorgenommen. Altar und Kanzel wurden freigelegt und eine Sakristeiwand hinter dem Altar eingebaut, die Innenwände neu verputzt und ein Neuanstrich vorgenommen. Anfang der 2000er Jahre erhielt die Kirche einen behindertengerechten Zugang sowie eine Neu-Verschindelung.

## Vereine
In Lanzenhain gibt es mehrere Vereine mit langer geschichtlicher Tradition: (In Klammern das jeweilige Gründungsjahr)
- Schützenverein (1929)
- Sportverein (1969) mit den Abteilungen
  - Fußball
  - Tischtennis
  - Ski und Rollski
- Freiwillige Feuerwehr (1924)
- Gesangverein „Männertreu“ (1888)
- Landfrauenverein (1972)
- VdK – Ortsgruppe (1950)
- Jagdgenossenschaft (1950er)
- Reservistenkameradschaft (1994)
- Brieftaubenzuchtverein (1987)
- Kirmesburschen Lanzenhain (2014)